# Lijst van personages uit Red Dwarf
Dit is een lijst van personages uit de Britse sciencefiction-komedieserie Red Dwarf.

## Hoofdpersonen

### Dave Lister
David "Dave" Lister, vaak gewoon Lister genoemd, wordt gespeeld door Craig Charles.
Lister was de derde technicus, de laagste rang aan boord van het mijnschip de Red Dwarf. Hij stond onder bevel van Arnold Rimmer. Nadat Lister tegen de reglementen in een kat mee had genomen aan boord van Red Dwarf, werd hij voor straf opgesloten in een van de stasecabines. Tijdens zijn verblijf hier ontstond er aan boord van de Red Dwarf een lek waardoor cadmium II het schip binnenstroomde, en de hele crew stierf. Pas na drie miljoen jaar had de computer het schip schoon genoeg gemaakt voor Lister om te ontwaken. Daarmee is Lister bij aanvang van de serie de laatste mens aan boord, en mogelijk zelfs de laatste in het universum. 
Slechts vergezeld door een hologram van Rimmer, de humanoïde kat Cat en de scheepscomputer Holly probeert Lister terug te keren naar de aarde, hoewel deze sterk veranderd zal zijn na drie miljoen jaar. Het is namelijk Listers droom om een boerderij te beginnen op het eiland Fiji.
Lister is lui en vaak ongemotiveerd. Volgens eigen zeggen is hij een goede man met een sterke morele moed. Hij houdt van bier en Indisch eten. Lister is erg gehecht aan zijn gitaar, en is van mening dat hij een virtuoos gitaarspeler is. In werkelijkheid kan hij er niets van. 
Listers verleden wordt in de loop van de serie onthuld. Hij werd als baby gevonden onder een pooltafel, waarna hij werd geadopteerd door de Willmot-familie. Op zijn elfde ging hij bij oma Lister wonen. Op zijn 12e raakte hij zijn maagdelijkheid kwijt. Op zijn 17e begon hij een relatie met een reeds getrouwde vrouw. Toen haar man Lister betrapte, sloot hij hem op in een kist en dreigde die in het kanaal te gooien. Als gevolg van deze ervaring heeft Lister een sterke vorm van claustrofobie opgelopen. In de boeken van de serie wordt onthuld dat Lister zijn baan aan boord van de Red Dwarf enkel nam om terug te keren naar de aarde, nadat hij per ongeluk op een van de manen van Saturnus was beland na een avondje flink doordrinken. Tevens wordt in de boeken onthuld dat hij de kat expres mee had genomen aan boord, omdat hij wist dat hij dan zou worden ingevroren en de terugreis naar de aarde voor hem snel voorbij zou zijn.
In de aflevering "Ouroboros" werd onthuld dat Lister in feite zijn eigen vader is, en zijn ex-vriendin Kristine zijn moeder. Nadat Lister de Kristine uit een parallel universum ontmoet, krijgen ze samen een kind dat later Lister zelf blijkt te zijn. Daarmee blijkt Lister in feite vast te zitten in een zich herhalende cirkel om te voorkomen dat het menselijk ras uitsterft.
Aan het eind van seizoen  acht verlaat Lister samen met een paar anderen de kapotte Red Dwarf, en vlucht weg naar een alternatief universum. Daar de serie niet is voortgezet is het niet bekend wat er nadien van Lister is geworden. In een paar eerdere afleveringen werden echter een aantal mogelijke toekomsten van Lister getoond:
- In de aflevering "Future Echoes" werd een toekomstige Lister gezien op 171-jarige leeftijd.
- In de aflevering "Cassandra" krijgt Lister van een helderziende computer te horen dat hij 181 jaar oud zal worden.
- In het boek Better Than Life, welke een andere verhaallijn volgt dan de televisieserie, ontdekt Lister uiteindelijk de aarde, maar deze blijkt te zijn overgenomen door intelligente kakkerlakken. Hij wordt hun koning en wil de planeet opnieuw opbouwen.

In de miniserie Red Dwarf: Back to Earth blijkt dat Lister op een of andere manier de gebeurtenissen uit de laatste aflevering heeft overleefd, en aan boord van een alternatieve Red Dwarf is.

### Arnold Rimmer
Arnold Judas Rimmer B.S.C., S.S.C. wordt gespeeld door Chris Barrie.
Voor het cadmium II-incident was Arnold de op een-na laagste in rang aan boord van de Red Dwarf. Hij begon zijn carrière op de Red Dwarf net als Lister als derde technicus, maar werkte zich langzaam 1 rang omhoog. Hij maakte volop gebruik van het feit dat Lister de enige persoon aan boord was over wie hij de baas kon spelen. 
Rimmer is geboren op Io. Hij had een ongelukkige jeugd vanwege zijn drie oudere, meer succesvolle broers. Rimmer is doorgaans erg laf, maar heeft een hoge dunk van zichzelf.
Rimmer sterft al in de eerste aflevering net als de rest van de crew in het cadmium II-incident. Drie miljoen jaar later maakt de scheepscomputer Holly een hologram van Rimmer om Lister gezelschap te houden. Holly kiest Rimmer omdat er maar 1 hologram tegelijk actief kan zijn, en omdat Rimmer de persoon was met wie Lister het meest contact had. Rimmer en Lister zijn qua persoonlijkheid echter compleet elkaars tegenpolen, wat tot veel confrontaties leidt. Het feit dat Rimmer een hologram is, wordt getoond door een letter “H” op zijn voorhoofd.
Rimmer is gedurende het grootste deel van de serie een “zacht licht”-hologram, wat inhoudt dat hij ontastbaar is. Hij is dan ook zelf niet tevreden met zijn huidige lot. In seizoen vijf wordt Rimmer door een wezen genaamd Legion geüpgraded naar een “hard licht”-hologram, zodat hij een vaste vorm krijgt en ook fysiek dingen kan aanraken. Tevens wordt hij in deze vorm vrijwel onverwoestbaar. Omdat deze vorm meer energie vereist van de projectors op het schip, gebruikt Rimmer deze vorm alleen als het noodzakelijk is. 
De hologramversie van Rimmer wordt voor het laatst gezien in de aflevering "Stoke Me a Clipper" van seizoen 7, waarin hij de plaats inneemt van Ace, een alternatieve versie van zichzelf uit een parallel universum. Ace is in zijn universum een intergalactische held. Na zijn dood besluit Rimmer zijn werk voort te zetten. 
Nadat in seizoen acht de hele crew van de Red Dwarf weer tot leven wordt gebracht door nanobots, keert ook de “echte” Rimmer weer terug. Deze Rimmer heeft echter weer de persoonlijkheid die de hologram-Rimmer aan het begin van de serie had, daar hij geen van de karakterontwikkelingen van de Hologram-Rimmer heeft doorgemaakt. Aan het eind van seizoen acht blijft hij als enige van de hoofdpersonen achter in de kapotte Red Dwarf. Zijn verdere lot wordt niet onthuld in de serie.
In de miniserie Red Dwarf: Back to Earth is Rimmer weer een hologram, waardoor men aan kan nemen dat de echte Rimmer is gestorven. 

### The Cat
The Cat of simpelweg Cat wordt gespeeld door Danny John-Jules. 
The Cat is een humanoïde wezen dat is geëvolueerd uit een normale huiskat. Dit ras wordt in de serie Felis sapiens genoemd. De enige verschillen met een mens zijn z’n  puntige oren en scherpe tanden. Dit ras bestaat geheel uit de nakomelingen van Listers kat, die hij vlak voor het cadmium II-incident in het vrachtruim van de Red Dwarf had gestopt; de enige ruimte in het schip die de ramp bespaard bleef. Daar ontwikkelden ze zich in de drie miljoen jaar die volgden tot hun huidige vorm. Jarenlang hebben Cat en zijn soortgenoten Lister en zijn kat geëerd als goden. De anderen van zijn soort zijn gestorven in een burgeroorlog die ontstond door onenigheid over welke kleur de hoedjes bij de donutwinkel die Lister ooit van plan was te openen zouden moeten hebben. 
Hoewel Cat eruitziet als een mens, heeft zijn gedrag nog veel weg van dat van een normale kat. Hij geeft aanvankelijk alleen maar om eten, slapen en zijn uiterlijk. Hij likt iedereen die hem voedsel geeft, en markeert zijn territorium met een spuitbus. Aanvankelijk probeert Cat niet te veel betrokken te raken bij de anderen op het schip, maar dit blijkt onvermijdelijk daar er geen andere levensvormen aan boord zijn. Naarmate hij meer met de rest van de crew optrekt, ontwikkelt hij meer menselijke karaktertrekjes. Hij wordt later de piloot van een ander schip genaamd de “Starbug”, en krijgt de gave om gevaar te ruiken. Wel is Cat slecht op de hoogte van technologie. Hij houdt niet van lastige termen, en komt vaak met plannen die niet uitvoerbaar zijn omdat de middelen die hij wil gebruiken niet beschikbaar zijn op de Red Dwarf, of zelfs helemaal niet bestaan.
Aan het eind van seizoen acht ontsnapt Cat samen met de anderen naar een parallel universum. In de miniserie Red Dwarf: Back to Earth is hij nog steeds in leven.

### Holly
Holly wordt gespeeld door Norman Lovett en Hattie Hayridge.
Holly is de computer van de Red Dwarf. Hij heeft een IQ van 6000, en een eigen persoonlijkheid. Hij praat altijd met de crew als een zwevend menselijk hoofd op een computerscherm. 
Na het cadmium II-incident maakte Holly de Red Dwarf weer schoon, en ontdooide vervolgens Lister. De drie miljoen jaar van eenzaamheid veroorzaakten bij Holly echter een verschijnsel genaamd computer seniliteit. Holly heeft een sarcastische persoonlijkheid, en houdt van practical jokes. Tijdens zijn drie miljoen jaar eenzaamheid heeft hij een eigen muziekstijl uitgevonden genaamd Hol Rock. Tevens heeft hij een gedetailleerde gids over het universum geschreven. 
Holly verschijnt normaal als een mannelijk hoofd, maar in de seizoenen 3 tot 5 verandert hij zijn uiterlijk in dat van een vrouw. Dit om meer te lijken op zijn versie uit een parallel universum. Holly houdt de meeste systemen aan boord van de Red Dwarf draaiende maar heeft geen volledige controle over het schip. Hij heeft er een hekel aan als zijn gezicht wordt geprojecteerd op een horloge.
Toen in seizoen vijf de Red Dwarf werd gekaapt en vernietigd door nanobots, verdween ook Holly. De Starbug, het schip waar de crew in seizoenen zes en zeven op verbleef, had ook een computer, maar die kon niet spreken. Holly keerde pas weer terug in de laatste aflevering van seizoen zeven, toen hij werd gevonden op een planeet gemaakt van het puin van de Red Dwarf. Hij downloadde zichzelf vervolgens naar Listers horloge. Toen de nanobots de Red Dwarf in seizoen acht herstelden, waren er twee versies van Holly aan boord: de originele in Listers horloge, en een replica die werd gemaakt toen de nanobots tevens de hele originele crew van de Red Dwarf weer tot leven brachten.
In Red Dwarf: Back to Earth blijkt Holly defect te zijn omdat Lister negen jaar lang een kraan open heeft laten staan bij het vullen van een badkuip, waardoor er kortsluiting ontstond.

### Kryten
Kryten, volledige naam Kryten 2X4B-523P, wordt gespeeld door David Ross en Robert Llewellyn.
Kryten is een mechanoid, een robotslaaf, uit de 4000 serie. Hij kwam aanvankelijk alleen voor in de naar hem vernoemde aflevering in seizoen 2, maar bleek populair genoeg om vanaf seizoen 3 een vast personage in de serie te kunnen worden.
Kryten heeft een humanoïde uiterlijk en is erg neurotisch. Hij is in het jaar 2340 gebouwd door DivaDroid International, gebaseerd op een model gemaakt door Professor Mamet. Hij is geprogrammeerd om al Mamets bevelen op te volgen. Kryten werd meegestuurd met een missie dat het heelal buiten het zonnestelsel moest verkennen. Hij werd uiteindelijk opgepikt door een schip genaamd de Nova 5, en diende de bemanning van dit schip totdat de Nova 5 neerstortte op een asteroïde, waarbij de hele bemanning omkwam. Door zijn programmering bleef Kryten bij de wrakstukken van het schip om voor de dode lichamen van de bemanning te zorgen, totdat hij werd gevonden door de crew van de Red Dwarf. In zijn jaren van eenzaamheid ontwikkelde hij een fobie voor alleen zijn. 
Aan boord van de Red Dwarf leerde Kryten van Lister om zijn programmering te vergeten, en een eigen persoonlijkheid te ontwikkelen. Aanvankelijk bleef hij maar kort aan boord van de Red Dwarf. Daarna vertrok hij naar een planeet die sprekend leek op de aarde, om daar een eigen tuin te beginnen. Begin seizoen drie werd vermeld dat Kryten blijkbaar nooit op deze planeet was aangekomen omdat zijn motorfiets op een asteroïde botste, waarna zijn resten wederom werden gevonden door de crew van de Red Dwarf. Nadat ze hem weer in elkaar hadden gezet, bleef hij permanent aan boord van het schip.
Kryten ontwikkelt in de serie steeds meer een eigen persoonlijkheid. Een karaktereigenschap die eruit springt is zijn schuldgevoel. Als hij zich schuldig voelt over iets, kan hij roekeloos, brutaal en zelfs agressief worden. 
Aan het eind van seizoen acht vlucht Kryten weg uit de kapotte Red Dwarf naar een ander universum. In Red Dwarf: Back to Earth bevindt hij zich nog steeds aan boord van een andere Red Dwarf.

### Kristine Kochanski
Kristine Kochanski wordt gespeeld door Clare Grogan en Chloë Annett.
Kristine is net als Lister een crewlid van de Red Dwarf. Ze was de navigatie-officier. Aanvankelijk hadden zij en Lister niet veel met elkaar te maken, behalve dat Lister haar van afstand aanbad. Na de publicatie van de eerste twee Red Dwarf-boeken besloten de producers haar tot Listers ex-vriendin te maken.
Kristine komt in de eerste aflevering om het leven bij het cadmium II-incident. Haar leven van voor die tijd wordt dan ook grotendeels verteld in de Red Dwarf-boeken. Wel wordt ze een paar keer gezien in flashbacks, en eenmaal als hologram in de aflevering "Balance of Power". Verder wordt er vaak over haar gesproken omdat Lister een oogje op haar had, en naar haar terug verlangt. 
Kristine werd een vast personage in de serie vanaf seizoen zeven. In dit seizoen belandde de crew van de Red Dwarf in een parallel universum waarin Kristine in plaats van Lister was ingevroren, en derhalve de enige overlevende van het cadmium II-incident. Ze ging met de crew mee naar hun universum, en bleef daar nadat de poort naar haar universum sloot. Ze diende in seizoen zeven min of meer als vervanger van Rimmer, die de serie toen had verlaten. Ze bleef ook bij de cast in seizoen acht, toen Rimmer weer terugkeerde.
In Red Dwarf: Back to Earth lijkt ze te zijn gestorven, maar tijdens zijn verblijf in de illusie die de Despair Squid maakt hoort Lister dat ze mogelijk nog in leven is. Ze zou de Red Dwarf hebben verlaten toen deze aan het eind van de originele serie uit elkaar viel.

## Alter ego’s

### Ace Rimmer
Ace Rimmer (Commander Arnold Judas Rimmer) is het alter ego van Arnold Rimmer in een parallel universum. Hij verschijnt voor het eerst in de aflevering Dimension Jump.
Ace is in veel opzichten anders dan de Rimmer uit het primaire universum. Hij is heldhaftig en blijft ondanks zijn heldenstatus bescheiden. In zijn universum zijn hij en Lister goede vrienden, en leiden ze beiden een perfect leven. 
Ace reist van planeet naar planeet om heldendaden te verrichten. Hij was oorspronkelijk een testpiloot voor het Space Corps. Na zijn eerste ontmoeting met de Red Dwarf-crew uit het primaire universum besluit hij zijn heldenstatus uit te breiden naar meerdere parallelle universums. Hij ontmoet op deze reizen talloze versies van zichzelf. Tevens startte hij de traditie om indien hem iets zou overkomen, zijn titel door te geven aan een alternatieve versie van zichzelf.
Ace wordt voor het laatst gezien in de aflevering Stoke Me a Clipper, waarin hij stervende is en zijn hologramversie uit het primaire universum vraagt om zijn plaats in te nemen. Deze accepteert dat. Na zijn dood wordt Ace in een gele grafkist in een baan rond een onbekende planeet geschoten.

### Duane Dibbley
Duane Dibbley is het alter ego van Cat. Hij wordt voor het eerst gezien in de aflevering "Back To Reality" als onderdeel van een hallucinatie. Verder komt hij voor in de aflevering "Emohawk: Polymorph II". 
Duane is in tegenstelling tot Cat juist een nerd. 

### The Dog
The Dog is een personage afkomstig uit een parallel universum waarin Lister een hond in plaats van een kat mee had genomen naar de Red Dwarf. Hij kan totaal niet overweg met Cat.

### Queeg 500
Queeg 500 is een "back-up" computer, en een alternatieve versie van Holly. Hij komt voor in de aflevering "Queeg".
Volgens hem heeft Holly slechts een IQ van 6, en komt al zijn kennis uit een kinderencyclopedie genaamd de  "Junior Encyclopedia of Space". 
Na zijn aankomst op de Red Dwarf maakt Queeg het leven van de crew tot een brok ellende. Hij laat hen bijvoorbeeld hard werken voor eten. Uiteindelijk daagt Holly Queeg uit tot een schaakspel, maar verliest. Daarna onthult Holly dat hij zelf al die tijd Queeg was, als onderdeel van een practical joke.

## Shipboard robots

### De Skutters
De skutters zijn gemotoriseerde onderhoudsrobots, die eruitzien als een doos met een enkele arm en een elektronisch oog. Ze voeren verschillende taken uit aan boord van het schip. Ze kunnen niet praten, maar communiceren via bliepgeluiden. 
De skutters zijn groot fan van John Wayne.

### Talkie Toaster
Talkie Toaster is een pratend broodrooster. Hij is eigendom van Lister.
Toaster is volledig geobsedeerd door het maken van geroosterd brood, en kan over vrijwel niets anders praten. Dit tot groot ongenoegen van iedereen in zijn omgeving. Uiteindelijk slaat Lister Toaster kapot met een hamer, maar Kryten repareert hem weer om als proefkonijn te gebruiken. 

### De Chocolate Dispenser
De Chocolate Dispenser speelt een kleine rol in seizoen acht, waarin hij wordt gestolen door Rimmer. In de laatste aflevering praat hij met Rimmer over het virus dat bezig is het schip te vernietigen. Vervolgens slaat hij Rimmer bewusteloos door een blik frisdrank tegen zijn hoofd te schieten. Zo blijf Rimmer alleen achter in de Red Dwarf, die snel uiteenvalt.

## Red Dwarf-crew
De meeste crewleden van de Red Dward spelen alleen in seizoen acht een grote rol daar ze om het leven komen bij het cadmium II-incident, en pas in seizoen acht weer tot leven worden gebracht door de nanobots. In de rest van de serie worden ze enkel gezien in flashbacks.

### Kapitein Frank Hollister
Kaptitein Frank Hollister wordt gespeeld door Mac McDonald.
In de eerste aflevering van de serie veroordeelt hij Lister tot 18 maanden in de stasecapsule omdat hij een kat mee heeft genomen aan boord van het schip. Daarna wordt hij niet meer gezien tot seizoen acht. Hierin wordt onthuld dat hij aanvankelijk gewoon een donutverkoper was, die zichzelf een weg omhoog heeft gewerkt tot kapitein door met papieren te rommelen. 

### Olaf Petersen
Olaf Petersen  wordt gespeeld door Mark Williams.
Peterson is een Deense cateringofficier aan boord van de Red Dwarf. Hij is tevens de beste vriend van Lister. Samen met Lister, Selby en Chen brengt hij het merendeel van zijn vrije tijd door met drinken. Na zijn terugkeer in seizoen acht speelt hij maar een kleine rol in de serie.

### Selby en Chen
Selby en Chen worden gespeeld door David Gillespie en Paul Bradley.
Chen werkt in de keuken van de Red Dwarf. Samen met Lister en Petersen brengen de twee de meeste tijd door met drinken. Nadat de crew in seizoen acht weer tot leven komt, zijn Chen en Selby de eerste twee personages die worden gezien door de hoofdpersonen.

### George McIntyre
George McIntyre is een bijpersonage in de serie. Volgens het boek Infinity Welcomes Careful Drivers was McIntyre een officier aan boord van de Red Dwarf, die erg aan zichzelf twijfelde. Na een verschrikkelijke ervaring met gangsters pleegde hij zelfmoord. Hij werd daarna vervangen door een hologram van zichzelf. 
In de televisieserie wordt McIntyre alleen gezien op zijn "Welkom Terug Receptie".

### Frank Todhunter
Frank Todhunter komt alleen in de eerste aflevering voor, waarin hij wordt gespeeld door Robert Bathurst. Hij houdt toezicht op de statiskamers, en probeert iedereen die langs loopt uit te leggen hoe deze werken. 

### Prison Governor Ackerman
Prison Governor Ackerman wordt gespeeld door Graham McTavish.
Ackerman komt alleen voor in seizoen acht, waarin hij de hoofdpersonen moet bewaken nadat ze zijn opgesloten in de gevangenis van het schip. Hij is een stereotype sadistische cipier, die ervan houdt om zijn gevangenen te intimideren. Daar hij vaak overdreven reageert, is hij regelmatig slachtoffer van grappen die de gevangenen met hem uithalen. 

### Warden Knot
Warden Knot is net als Ackerman een sadistische cipier. Hij komt om het leven in de aflevering Cassandra, wanneer Arnold Rimmer volgens een voorspelling eigenlijk moet sterven aan een hartaanval maar Knot zijn plaats in laat nemen.

### Kill Crazy
Kill Crazy wordt gespeeld door Jake Wood. Hij is een psychopathische gevangene aan boord van de Red Dwarf. Zijn obsessie bestaat enkel uit het doden van dingen. Hij is tevens niet erg slim. 

## GELFS
GELFs (Genetically Engineered Life Forms) zijn genetisch gemanipuleerde levensvormen, waarvan er veel worden gezien in de serie. Enkele GELFS die in de serie worden gezien zijn de Kinitawowi, Brefewino, Pleasure Gelfs, de Polymorph, Emohawk en Psirens.

## Simulants
Simulants zijn kunstmatige levensvormen, bijna gelijk aan de mechanoids. Ze staan bekend als biomechanische moordenaars, die gemaakt zijn voor een oorlog die nooit heeft plaatsgevonden. Ze zouden allemaal worden ontmanteld, maar enkelen konden ontsnappen en vluchtten diep de ruimte in.
De eerste simulant verscheen in de aflevering Justice. Ander Simulants worden gezien in The Inquisitor, Gunmen of the Apocalypse en Rimmerworld. 

## Overig

### The Cat Priest
The Cat Priest is naast Cat het enige andere lid van de Felis Sapiens die gezien wordt in de televisieserie.
De Cat Priest is een blinde Felis Sapiens, die Cat opvoedde na de dood van diens ouders. Hij was ooit een sterk aanhanger van de catreligie, maar verloor zijn geloof toen hun ras uitstierf. Lister bezocht de priester kort voor zijn dood, en maakte bekend hun God te zijn. Hij stelde de priester toen gerust door hem te vertellen dat het verlies van zijn geloof geen nadelige gevolgen zou hebben. 

### Mr. Flibble
Mr. Flibble is een holografische handpop. Hij komt voor in de aflevering Quarantine, waarin Arnold Rimmer hem om zijn hand draagt en ze samen de crew terroriseren. 